# Tiare de Saïtapharnès
La tiare de Saïtapharnès est une tiare en or. Acquise par le musée du Louvre en 1896 comme un objet archéologique, elle s'est rapidement révélée être un faux réalisé par Israël Roukhomovsky.
L'objet mesure 18 cm de hauteur et de diamètre et pèse 443 g.

## Histoire

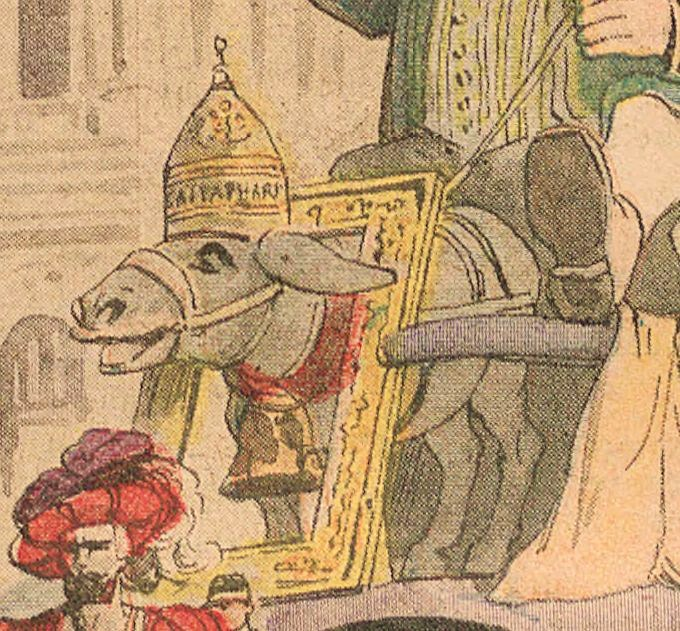
Paris: Âne en cartonnage du Carnaval de Nice 1912 portant le cadre vide de la Joconde et la tiare de Saïtapharnès

Le 1er avril 1896, le Louvre fait savoir qu'il a acheté plusieurs objets en or, dont une tiare découverte en Crimée et ayant appartenu au roi scythe Saïtapharnès. Sur les conseils d'Albert Kaempfen (1826-1907), alors directeur des Musées nationaux, et des archéologues Antoine Héron de Villefosse, conservateur au Louvre, et Salomon Reinach, le musée avait acquis cet ensemble inestimable pour 200 000 francs-or, dont 150 000 pour la seule tiare. L'achat avait été fait auprès de deux marchands du nom de Vogel et Szymanski qui représentaient un autre marchand Chapsel Hochmann. La tiare est gravée de scènes mythologiques et d'une inscription grecque : « le conseil et les citoyens d'Olbia honorent le grand et invincible roi Saïtapharnès ». Pour les experts du Louvre, cette tiare confirmait un épisode datant de la fin du IIIe siècle ou du début du IIe siècle avant notre ère.
À la demande de ses lecteurs, le journal Le Figaro suggéra à Salomon Reinach de conter dans ses colonnes la vie de Saïtapharnès. Selon cette histoire, Saïtapharnès avait soumis quelques colonies grecques sur les rives du Pont-Euxin (Daces, Sarmates, Bithyniens, Thraces...) avant d'assiéger Olbia du Pont, et n'avait accepté de laisser la ville en paix qu'après avoir reçu des cadeaux précieux dont la tiare.
Peu de temps après que le Louvre eut exposé la tiare, un certain nombre d'experts mirent en doute son authenticité. Parmi eux se trouvait l'archéologue allemand Adolf Furtwängler qui avait remarqué des problèmes stylistiques posés par le dessin de la tiare, par exemple les styles variés dans les décorations, et restait perplexe devant le manque manifeste de patine sur l'objet et son état trop parfait. Pendant plusieurs années, le Louvre défendit l'authenticité de son trésor. Finalement, des nouvelles de cette affaire parvinrent jusqu'à Odessa, où vivait un orfèvre du nom d'Israël Rouchomovsky.

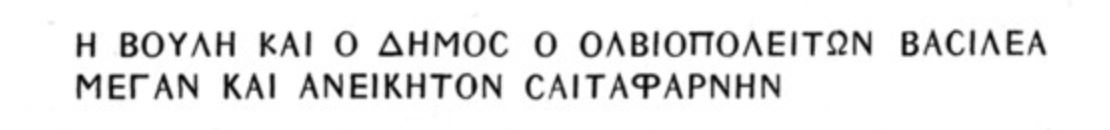
Inscriptions en grec ancien sur le pourtour de la tiare.

Deux ans avant l'acquisition de la tiare par le Louvre, le marchand Chapsel Hochmann avait commandé à cet artisan adroit la tiare en question. Il s'agissait d'un cadeau pour un ami archéologue. Hochmann fournit à Rouchomovsky des détails sur des fouilles récentes pour l'aider dans son travail ainsi que l'inscription. Ce n'est que lorsqu'il fut mis au courant du scandale du Louvre que Rouchomovsky apprit ce qui était arrivé à son œuvre. Il contacte alors les autorités françaises qui l'invitent à Paris pour y rencontrer Charles Clermont-Ganneau, chargé de démêler l'affaire. Rouchomovsky se présente comme le créateur de la tiare. Les experts du musée refusent de le croire, malgré des clichés de la tiare et des dessins préparatoires que Rouchomovsky avait apportés avec lui, jusqu'à ce qu'il prouve qu'il était bien l'auteur en reproduisant de mémoire une portion de la couronne. Horriblement gêné, le musée fait disparaître dans les réserves l'objet compromettant.
Il n'était pas question de reprocher quoi que ce fût à Rouchomovsky, lequel n'avait fait qu'exécuter une commande pour laquelle il n'avait touché qu'un peu plus de 7 000 francs; il fut au contraire admiré pour son travail et gratifié par la suite d'une médaille d'or au Salon des arts décoratifs de Paris. Il s'installe à Paris où il vécut jusqu'à sa mort en 1936, obtenant un beau succès comme orfèvre. De même, les marchands Vogel et Szymanski, maintenant installé à l'étranger, ne furent jamais inquiétés.
On lisait dans Les Annales politiques et littéraires du 19 avril 1903 :
« Il paraît que le fameux Barnum a fait proposer au gouvernement d'acheter [la tiare] deux cent cinquante mille francs, à condition qu'elle soit prouvée fausse.
C'est d'une ironie délicieuse.
Si elle avait été authentique, Barnum se fût bien gardé d'en offrir un sou. Mais fausse, déclarée fausse, la tiare de Saïtapharnès que, depuis des années, un musée français exhibait à l'admiration des masses, n'était-ce pas un objet digne d'exciter la curiosité du Nouveau Monde et, par conséquent, d'être payé un bon prix ?
J'ai bien peur, malheureusement, que le ministre des beaux-arts ne fasse la sourde oreille et ne décline avec hauteur la proposition de Barnum.
C'eût été, pourtant, un bon moyen de boucher le trou fait au budget par l'achat de la fausse tiare. Et, de cette façon aussi, le voyage de Roukhomovski eût été largement payé ! »
En août 1911 a lieu le vol de la Joconde au musée du Louvre. Au Carnaval de Nice 1912 un char lui est consacré, baptisé : char des Gardiens du Louvre. Sa décoration rappelle malicieusement l'affaire de la tiare de Saïtapharnès. Il est attelé d'un âne en cartonnage portant la fameuse tiare. Afin qu'elle soit bien reconnue, une inscription sur elle en gros caractères rappelle son nom. Ce char va par la suite défiler à Paris avec quatre autres chars niçois le jeudi de la Mi-Carême de la même année.
En 1997, le musée d'Israël à Jérusalem emprunta au Louvre la tiare de Saïtapharnès, qui lui faisait si peu d'honneur, pour une exposition spéciale consacrée au travail d'Israël Rouchomovsky. La couronne avait achevé le cercle complet – d'abord œuvre d'art, puis faux embarrassant, elle était redevenue œuvre d'art.

## Description des reliefs de la tiare
Ce sont des illustrations inspirées de l‘Iliade.

### L'ambassade des grecs à Achille
C'est l'épisode où les grecs conduits par Agamemnon se rendent auprès d'Achille pour le supplier de reprendre le combat avec eux. Ils lui offrent des cadeaux et des chevaux. Sont présents aussi les hérauts envoyés par Agamemnon. Et Ulysse lui ramène Briséis et ses compagnes qu'Agamemnon s'était réservé.

### Le bûcher funéraire de Patrocle
Achille ne rejoint pas les grecs, mais son compagnon Patrocle reprend le combat avec les armes d'Achille et Hector le tue en croyant s'attaquer au héros grec. La tiare représente le bûcher funéraire de Patrocle.
Le grand Ajax, le rusé Ulysse, le vieux Nestor et Briséis assistent à la scène effondrés de douleur. Agamemnon offre une libation aux mânes de Patrocle. Achille demande aux vents d'allumer le bucher ce que fait le vent Zéphyr avec une torche accompagné de Borée.

### Petite frise
Elle représente des sujets d'intérêt et des animaux locaux et une scène qui évoque le sacrifice du cheval .

## Dans la fiction
Dans L'Aiguille creuse, Maurice Leblanc met en scène l'« authentique » tiare de Saïtapharnès (le texte sur Wikisource). Arsène Lupin se sert de la tiare, qu'il présente comme étant la vraie, comme couvercle pour ses téléphones.
Dans L'Oracle de Roger Peyrefitte (1948 Flammarion), l'auteur se moque des archéologues en citant l'histoire de la tiare de Saïtapharnès.

## Expositions
- Apollinaire critique d'art, Pavillon des Arts, Paris, 1993 — n°109.